# 航海家辛巴达

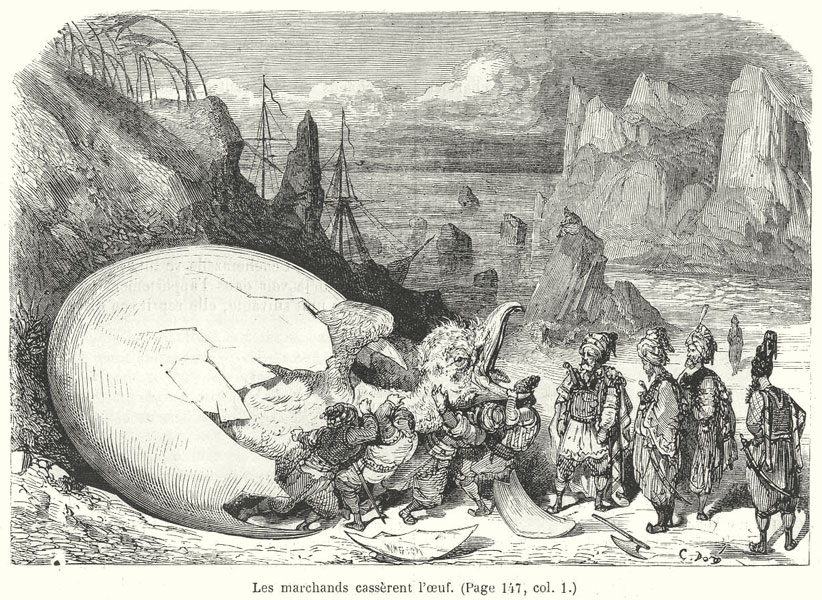
辛巴达的第五次远航

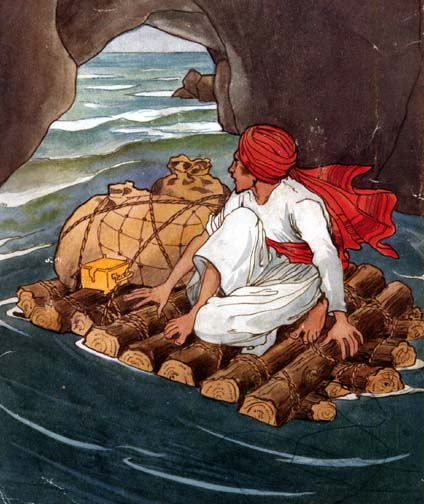
辛巴达的第六次远航

航海家辛巴达（阿拉伯语：السندباد البحري），或水手辛巴達是阿拉伯民间故事集《一千零一夜》中记载的阿拔斯王朝时期著名英雄、航海家，他自巴士拉出发，游遍七海，有无数的奇遇。他航海从东非到南亚，他经歷神奇的冒险旅程去过魔法笼罩的地方，遇见了各种怪兽，碰到不可思议的超自然现象。
辛巴达的故事应当是基于阿拉伯水手在印度洋中航行的实际体验，同时也受到了古希腊《荷马史诗》、古印度《五卷书》和古波斯民间传说的影响。

## 起源与来源
辛巴达（“印度河之王”）是波斯语中的名字，说明这有可能发源于波斯文学。但那一时期最古老的文字是阿拉伯文，没有古代或中世纪时期的波斯文相关故事流传下来。目前所知的故事是特意设在阿巴斯王朝的统治时期的，并特意强调了哈倫·拉希德（阿拔斯王朝第五代哈里发(786～809)）的统治。那些印度水手（Sindhi sailors）,因为他们的航海技术，地理和语言而出名，这或许激发了作者创作“航海家辛巴达”的灵感。信德省也确实在故事中第三次旅行中被提及到：“从此我们将向信德省驶去，那个我们曾做过买卖的地方。”("And thence we fared on to the land of Sind, where also we bought and sold").
一个变异的名字Smbat, 也出现在亚美尼亚,如 Lempad 是他父亲名字 Lambad的变异. 一些故事中的事情也明显受到古代文学来源的影响（包括荷马的《奥德赛》和Vishnu Sarma的《邦查唐塔拉》), 及阿拉伯民间传说, 印度民间传说 和波斯民间传说和文学的影响.
）。
故事，《航海家辛巴达》被《一千零一夜》的翻译者安托万·加朗加入他的故事集中第133“夜”。理查德·弗朗西斯·伯顿的《一千零一夜这本书》的1885 个翻译中第6卷中第120个故事。尽管有些对伯顿的版本关于翻译和注释的批评，他的版本仍然是英语中最广泛流传的“一千零一夜”，并经常被英语口语中引用到。
虽然西方翻译者一直把辛巴达的故事放在《一千零一夜》的“谢赫拉莎德”故事中，它们的起源其实独立于那些故事。现代的阿拉伯学者的翻译通常不把那些在西方观众中家喻户晓的辛巴达和其他《一千零一夜》故事放入《一千零一夜》

## 传说

### 搬运工辛巴达 和 水手辛巴达
如“一千零一夜”，辛巴达小说集有一个框架故事，像这样：在巴格达的哈里发哈伦·拉希德统治的一天，一个穷搬运工（为市场里的人在城市中搬运货物的人）在富有的商人家门口停下来坐在长凳上休息，他在那抱怨真主阿拉这世界的不公：有钱人可以过得逍遥自在，他却必须辛劳工作而依旧贫穷。房间的主人跟他一样也叫辛巴达，听到他的抱怨后给他写了一封信。有钱的辛巴达告诉没钱的辛巴达他在七次神奇的航海中因为“运气和命运”变得富有，接着他开始叙说他的经历。

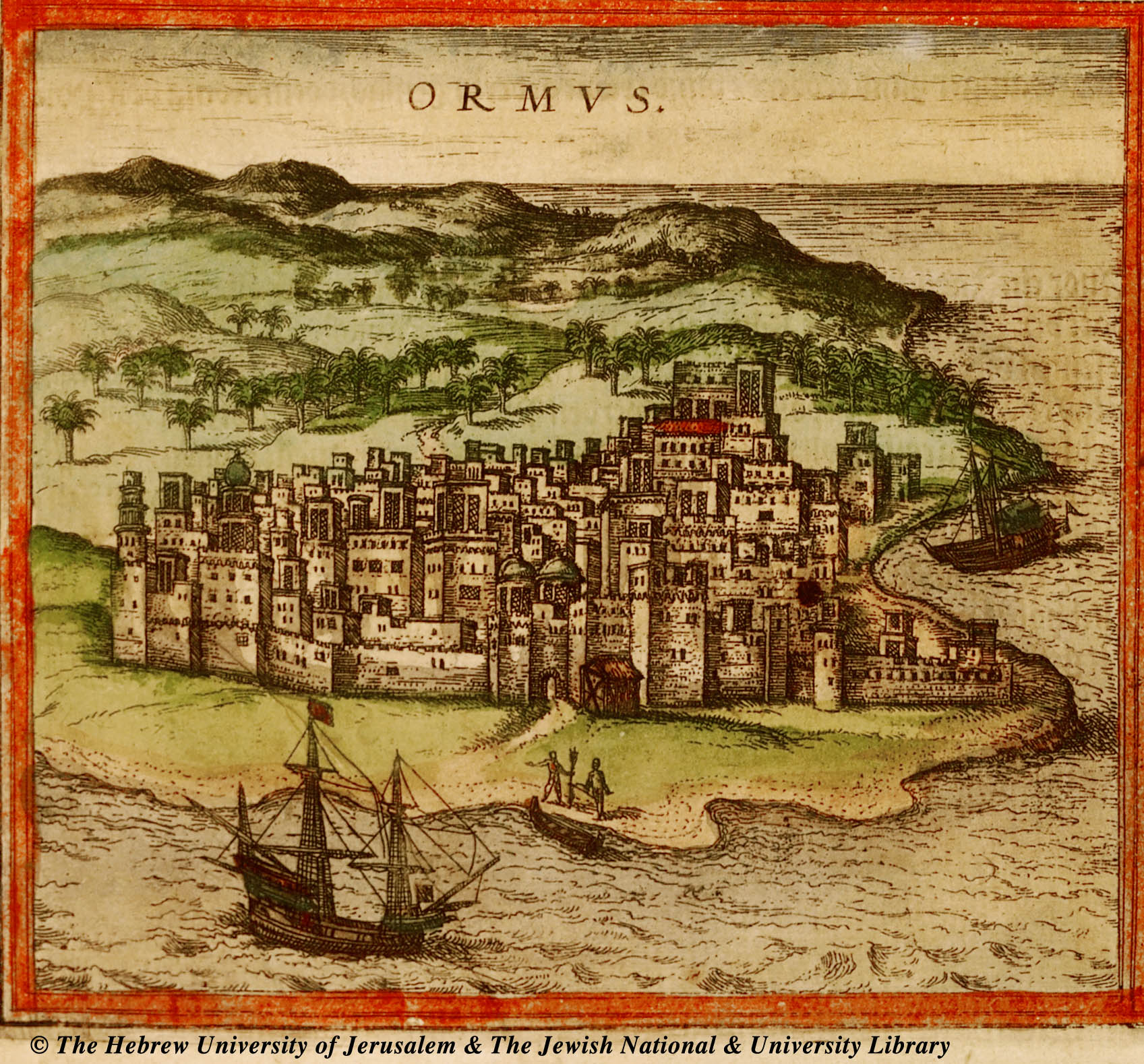
16世纪对波斯湾的一个航行港口（霍尔木兹，今伊朗）的描绘。

### 航海家辛巴达的第一次航行
散尽他父亲留下的财富后，辛巴达去海上弥补自己的命运。他待在一个看上去像岛的岸上，但是是这个岛其实是一个睡眠中巨大的鲸鱼。在鲸鱼背上，树木已经扎了根。鲸鱼被水手点燃的火焰惊醒，潜入深海。船离辛巴达而去，但辛巴达被真主阿拉所赐的飘过的木槽所救。他被冲到一个树木茂密的小岛上。当他在探索这荒芜的小岛时，他遇见国王的马夫。当辛巴达帮助他救了正在被海里的马（不是我们所知的海马，而是能在水下生产的超自然的马）淹没的国王的母马后，他带辛巴达去见国王。国王待辛巴达如朋友，而辛巴达获得了国王的赞赏，成为了忠诚的大臣。有一天，辛巴达的船停靠在这个岛上，辛巴达拿回他的货物（他仍是这个船的主人）。辛巴达把他的货物给国王，国王给了他丰富的礼物作为回报。辛巴达把这些礼物卖了个好价钱。辛巴达回到巴格达，在那他继续逍遥自在的生活。在故事的最后，航海家辛巴达给搬运工辛巴达一百个金片作为礼物，并吩咐他第二天再来听他讲他的冒险故事。

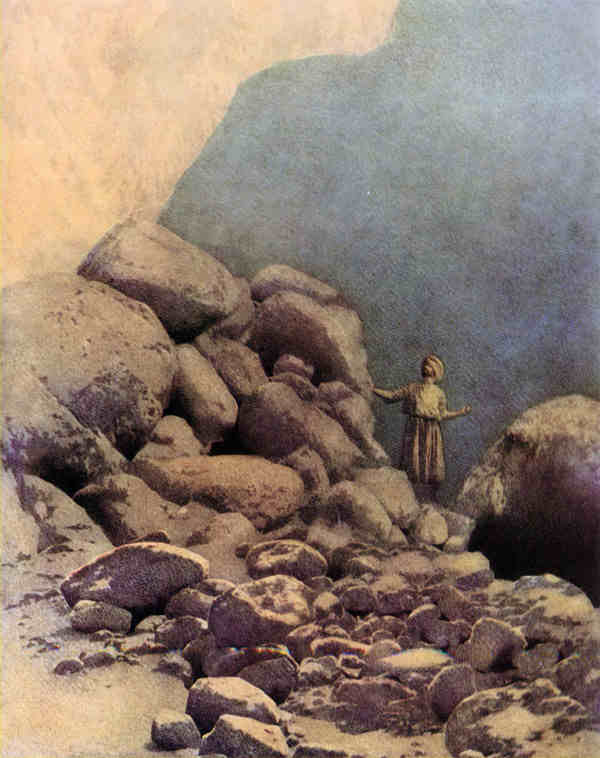
辛巴達與鑽石谷

### 航海家辛巴达的第二次航行
在辛巴达讲故事的第二天（谢赫拉莎德的549个晚上），航海家辛巴达说他对无聊的生活感到不安，于是他再次启航。“想着游遍人类的世界，看看他们的城市和海岛。”他又一次意外的离开了他的船员，这次他发现他搁浅在一个有巨鸟蛋的岛上，他把自己绑在巨鸟蛋上，然后被带到了一个山谷，这里有能吞下大象的巨蛇，这些蛇正是巨鸟的猎物。山谷被钻石所覆盖着，商人们向山谷扔大块的肉，那些鸟带着肉回到巢穴，商人们再赶走鸟，去收集卡在肉上的钻石。狡猾的辛巴达用皮带把一块肉绑在自己背上，然后他被带到了巨鸟的巢穴，并得到了满满一大袋钻石。被商人营救后，辛巴达带着钻石返回巴格达，一路上看到了许多神奇的事情。

### 航海家辛巴达的第三次航行
坐不住的辛巴达又想着旅行和冒险，他再次从巴士拉启航。倒霉的是，他和他的同伴都被“一个黑色巨大的长得像人的生物”抓到一个岛上了。这个巨大的生物“眼睛像火炭，大犬齿像野猪，嘴巴张大像一口，嘴唇跟骆驼的一样宽松，垂在胸前，耳朵像两个蒲扇一样耷拉在他的肩上，他手指甲像狮子的爪子”。接着这个怪物开始吃船员，先从最胖的里斯（船长）开始。（伯顿指出，巨大的怪物“一定是波吕斐摩斯”）。
辛巴达想出一个计划——用烧红的铁叉叉怪兽的眼睛，让怪兽看不见（这里又一次和荷马史诗《奥德赛》里的波吕斐摩斯相同），然后用提前做好的竹筏逃跑了。然而，巨人的伙伴用石头砸死了大多数逃跑的人。历经各种接下来的冒险（包括辛巴德急中生智的从一个巨大的蟒蛇口中逃脱），他成功返回巴格达，享受着从未有过的富裕。

### 航海家辛巴达的第四次航行
闲着无聊的辛巴达再次起航出海，和往常一样，他的船又一次沉了。他和他的伙伴们被一群赤裸的野蛮人抓起来，野蛮人给他们很多吃的，但辛巴达没有吃。辛巴达发现他的朋友吃了东西后变的傻了，原来野蛮人打算把他们喂肥了吃掉。野蛮人发现辛巴达不吃后就不管他，他就乘机逃跑了。后来他碰到了一群人，辛巴达把自己的经历告诉了他们，那里的国王盛情款待他，并给他招了个美貌富有的妻子。
但是辛巴达没想到的是这里有个奇怪的习俗，每当妻子或丈夫去世后，配偶都要陪葬。不幸的是辛巴达的妻子不久病逝了，辛巴达和他的亡妻被当地人放入一个山洞，给了一点吃的和喝的，每当有其他人来陪葬，辛巴达就夺走那人的吃的喝的，就这样赖以生存。一次偶然的机会，辛巴达发现了一只野兽，他跟着野兽，发现这个山洞有一个出口，他就带着那些死人的陪葬品逃了出去，最后被过往的船带去了巴格达，从此他开始做善事，施舍穷人。（伯顿脚注：这里很明显是借鉴了美塞尼亚人阿里斯多美奈斯被扔进一个矿井，然后跟着狐狸逃出的故事。早期的阿拉伯人很喜欢借鉴希腊文学。）同样，故事的前半段相似于《奥德赛》中的喀耳刻，其中不同的有：一千零一夜里用食物让辛巴达的同伴丧失理智，而在《奥德赛》中是用喀耳刻的魔法养肥奥德修斯的人。

## 大众文化中的辛巴达
辛巴达在西方文化中的准标志性形象让他的名字在正式与非正式作品中广泛使用，通常只与原创故事有很细微的联系。

### 电影、电视、动画
许多电影、电视节目、动画卡通、小说以及视频游戏围绕辛巴达展开。其中的辛巴达并不是一个无意中卷入冒险的商人，而是一个有活力而轻率鲁莽的冒险家，探险者。
- Sinbad the Sailor (1935) Directed by Ub Iwerks
- Popeye the Sailor Meets Sindbad the Sailor (1936)
- Sinbad the Sailor (1947)
- Son of Sinbad (1955)
- The 7th Voyage of Sinbad (1958)
- Arabian naito: Shindobaddo no bôken (Arabian Nights: Adventures of Sinbad) (1962) (animated Japanese film)
- Captain Sindbad (1963)
- Sindbad contro i sette saraceni (Sindbad against the Seven Sacarans). Italian film that was released in the USA as Ali Baba and the Seven Saracens (1964)
- Sindbad Alibaba Aladin (1965)
- Sinbad Jr. and his Magic Belt (1965)
- Shehzade Sinbad kaf daginda (Prince Sinbad of the Mountains) (1971) (Turkish film)
- Sinbad and the Caliph of Baghdad (1973)
- Pohádky Tisíce a Jedné Noci (Tales of 1,001 Nights) (1974), a seven-part animated film by Karel Zeman
- The Golden Voyage of Sinbad (1974)
- 天方夜譚 (Arabian Naitsu: Shinbaddo No Bôken, 1975)
- Sinbad and the Eye of the Tiger (1977)
- Sinbad of the Seven Seas (1989)
- 大雄的天方夜谭 (1991)
- Sinbad (1993)
- The Fantastic Voyages of Sinbad the Sailor (1996–1998)
- The Adventures of Sinbad (1996–1998)
- Alif Laila – A TV series by Sagar Films (Pvt.Ltd.) for DD National. Also shown on SAB TV & Ary Digital TV channels (1997)
- Sinbad: The Battle of the Dark Knights (1998)
- Sinbad: Beyond the Veil of Mists (2000)
- Sinbad: Legend of the Seven Seas (2003)
- Princess Dollie Aur Uska Magic Bag (2004–2005): Sinbad is a main character.
- "Backyardigans" (2007) episode: Sinbad Sails Alone
- Sinbad The Fifth Voyage In-Production: Giant Flick Films (2010)
- The 7 Adventures of Sinbad (2010) film by The Asylum
- Sinbad and The Minotaur (2011) starring Manu Bennett
- Sinbad: The Fifth Voyage (2011) starring Shahin Sean Solimon
- Sinbad: A Pakistani television show on Wikkid Plus starring Sohail Mirza as Sinbad.[8]
- Sinbad (2012) A UK television series from Sky1
- 魔奇少年 (2012-2014) A-1 Pictures of Aniplex
- Sinbad et la légende de Mizan (2013) A French musical.

有两部曾在北美发行的外国电影在配音中把角色称作“辛巴达”，但这两部电影与辛巴达这个角色没有任何关系。
1952 年俄国电影“萨特阔” (改编自里姆斯基-科萨科夫歌剧萨特阔)以英语配音作“辛巴达的魔法航海”并于1962年发行。1963 日本电影 大盗贼 (主角是英雄海盗介左卫门)以英语配音作“辛巴达失落的世界”并于1965年发行。

### 休閒活動
- Vogel Rok (巨鸟)，雲霄飛車，艾夫特琳。

## 外部連結
- 航海家辛巴达的故事 （页面存档备份，存于）
- 21 卡通插图  德国卡通先锋 Stefan Mart 自“列国故事” (1933) （页面存档备份，存于）